# サンクス (コンビニエンスストア)

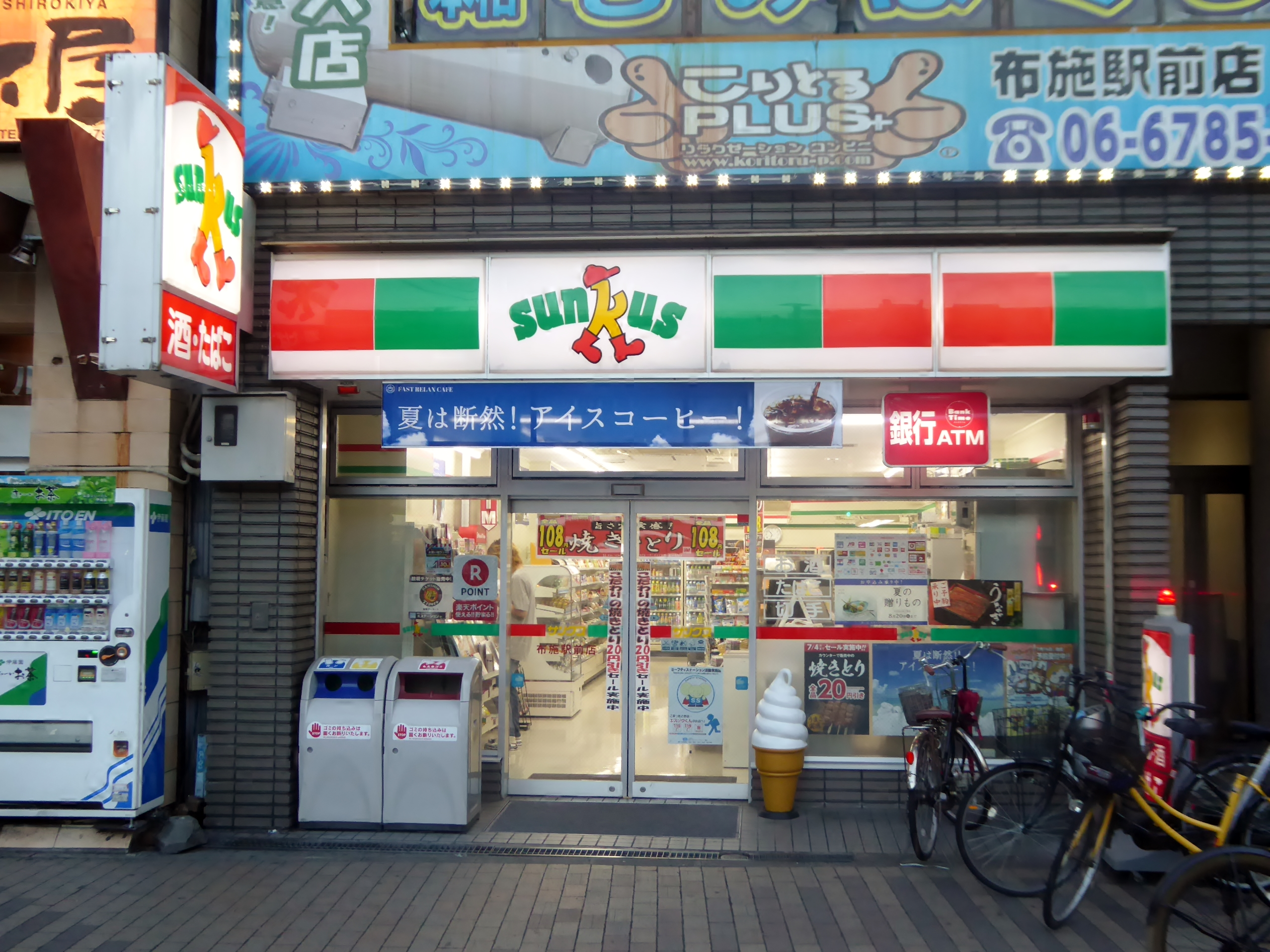
店舗例（大阪府東大阪市）
後にファミリーマートに転換、現在は閉店

サンクス（sunkus）は2018年（平成30年）まで日本に存在したコンビニエンスストアのブランド、また1991年（平成3年）までそれを運営していた企業である。ブランドの運営はサンクス→サンクスアンドアソシエイツ→サークルKサンクス→ファミリーマート（2代目）の4商号2法人という変遷をたどった。ここでは、これら運営法人のうちのサンクスとサンクスアンドアソシエイツについても取り扱う。随時運営法人記事も参照のこと。

## 概要
サンクスの名称は「SUN」「Kids」「US」に由来し設立時の親会社のサンバード長崎屋にも因んでいる。ロゴマークは子供（=Kids）でも親しく気軽に入店できるよう、帽子をかぶって歩く子供の姿“K”をデザインにしている。名前は、太陽のようにあたたかく、明るい店作りと「ありがとう」の感謝の気持ちを込めて、太陽の「SUN」と「Thanks」をかけて作られた。
看板としても使用されている「SUN」と「US」の間に、靴を履いて帽子をかぶっている「k」が陽気に歩いているイメージを表したロゴマークは「子供でも安心して利用できる店」を表している。
店舗イメージカラーの由来は以下のとおりである。
- レッド（■）は太陽を表現。
- イエロー（■）は暖かさを表現。
  - これらレッドとイエローはSUNの色で、太陽の明るさと暖かさを表現し、顧客が心温まる、愛と親しみのある親切な店舗を表している[1]。
- ホワイト（□）は清潔、特に清掃の行き届いたお店を表現[1]。
- グリーン（■）は新鮮のイメージ、具体的には「品切れがなく、新鮮で、しかも安全」を意味しており、鮮度管理が徹底され、顧客が安心して満足できる店を表現[1]。

店舗展開としては、経営統合先であるサークルKとは対照的に大半の店舗が関東地方や東北地方等、東日本を中心に出店している。これはサンクスが宮城県から出店を始めたのち、東京都に本社を置いたためである。
全国へ店舗数規模拡大のため、地域ごとに地元の有力会社と合弁で計15社ものエリアフランチャイズ会社設立に注力したことや、1987年3月から2004年9月まで、既存の酒類販売店のコンビニ化に取り組むため、酒類の販売については酒販店に対し、ロイヤルティーをゼロとしていた。
サンクスブランド店舗のほかサンクスミニ店舗やサンクスポートストア店舗も存在した。
旧キャッチフレーズは「フレンドリーなコンビニエンス サンクス」「すぐそこサンクス」「街とみんなとフレンドリー」である。
晩年にサークルKと共通化されていた決済方法や会員制度についてはファミリーマート (企業)を参照。同じく店舗内に設置されていたATMについてはファミリーマート (企業)#コンビニATM・運送サービスほかを参照。

## ブランドの沿革
長崎屋グループにて当ブランドは誕生したが、小野グループをへてサークルKを運営するユニーグループとなったのちにユニーグループがファミリーマート系列となった。そしてファミリーマートにブランド転換され現在は消滅している。
当初の運営法人である株式会社サンクスは株式会社長崎屋の出資により1980年（昭和55年）7月に設立され、同年11月に第1号店（八幡店）を宮城県仙台市青葉区八幡（はちまん）一丁目に開店（現在は閉店）。
翌1981年（昭和56年）に関東地区第1号店を東京都中野区、1982年（昭和57年）に北海道地区第1号店を札幌市豊平区、1989年（平成元年）関西地区第1号店を大阪府大阪市都島区、1992年（平成4年）直営による中京地区1号店を愛知県名古屋市昭和区に開店した。株式会社サンクス設立時は仙台市に本社を置いたが東京都中央区東日本橋へ移転。さらに東京都港区芝への移転をへて、サークルケイ・ジャパンとの経営統合前時点の株式会社サンクスアンドアソシエイツは東京都江東区塩浜に本社を置いた。
サンクスは長崎屋の業績悪化時に福井県の小野グループへ売却され、その後、小野がサークルケイ・ジャパンを傘下に収めるユニーへ経営譲渡を打診し売却されることになった。
- 1980年（昭和55年）11月7日 - 仙台市青葉区に1号店となる八幡店を開店[7][2]。
- 1981年（昭和56年）
  - 4月 - 中野区に関東地区1号店となる野方店を開店し、東京都への出店開始。
  - 11月 - 仙台市若林区にフランチャイズ1号店となる連坊店（現存せず）を開店。
- 1982年（昭和57年）
  - 4月 - 札幌市豊平区に北海道地区1号店中の島店開店。同月同地区フランチャイズ1号店となる清田店（現存せず）を開店し、北海道地区への出店開始。
  - 7月 - 杉並区に関東地区フランチャイズ1号店となる方南町店（現存せず）開店。
- 1983年（昭和58年）4月 - 総店舗数100店舗を達成[2]。
- 1987年（昭和62年）
  - 7月 - POSシステム（販売時点情報管理システム）を導入。
  - 8月 - サンクス西埼玉が所沢市に所沢久米店（現存せず）を出店し、埼玉県荒川西岸への出店開始。
  - 8月 - 総店舗数300店舗を達成。
- 1988年（昭和63年）
  - 10月 - 栄興サンクスが釧路市に日産西港店（現存せず）を出店し、北海道道東地区への出店開始。
  - 10月 - サンクス東埼玉が大宮市（現：さいたま市大宮区）に大宮桜木町店（現存せず）を出店し、埼玉県荒川東岸への出店開始。
- 1989年（平成元年）
  - 7月 - サンクス茨城が水戸市に千波十文字店（現存せず）を出店し、茨城県への出店開始。
  - 10月 - サンクス東海が豊橋市にもぐら沢店を出店し、東海地区への出店開始。
  - 12月 - 大阪市都島区に京橋店を開店し、関西地区への出店開始。
- 1990年（平成2年）
  - 2月 - サンクス京阪奈が生駒市に生駒台店（現存せず）を出店し、関西地方東部の出店開始。
  - 4月 - 総店舗数500店舗を達成。
  - 4月 - サンクス兵庫が伊丹市に伊丹行基店（現存せず）を出店し、兵庫県への出店開始。
- 1992年（平成4年）10月 - 名古屋市昭和区にいりなか駅前店を出店し、直営による東海地区への出店開始。
- 1993年（平成5年）
  - 4月9日 - サンクス愛媛が松山市にサンクス北斎院店（現存せず）を出店し、愛媛県への出店開始。
  - 5月17日 - 全店で米飯の当日三便配送を開始。
  - 5月20日 - 名古屋市天白区にサンクス植田駅前店を開店し、総店舗数1000店舗を達成[2]。
- 1994年（平成6年）6月30日 - サンクス青森が青森市に浪館前田店（現存せず。跡地は後にファミリーマート浪館前田店となる）を出店し、青森県への出店開始。
- 1995年（平成7年）
  - 4月 - 秋田県への出店開始。
  - 6月1日 - サンクス石川が石川郡野々市町（現:野々市市）に若松店を出店し、石川県への出店開始。
  - 6月7日 - 盛岡市に盛岡青山店を開店し、岩手県への出店開始。
  - 6月16日 - サンクスアンドアソシエイツ東四国[注 4]が高松市屋島に屋島西町店[注 5]を出店し、香川県への出店開始。
  - 10月 - 総店舗数1500店舗を達成。
- 1996年（平成8年）10月17日 - サンクスアンドアソシエイツ富山が富山市に富山根塚店（現存せず）を出店し、富山県への出店開始。
- 1997年（平成9年）
  - 7月10日 - 安達郡安達町（現：二本松市）に道の駅安達店を開店し、福島県への出店開始。
  - 8月28日 - サンクスアンドアソシエイツ栃木が宇都宮市に宇都宮峰一丁目店を出店し、栃木県への出店開始。
  - 9月26日 - 四日市市に四日市堀木店（現存せず）を開店し、三重県への出店開始。また、同店開店により総店舗数2000店舗を達成。
  - 10月1日 - サンクスアンドアソシエイツ東四国が徳島市に助任橋店[注 6]を出店し、徳島県への出店開始。
  - 11月7日 - サンクス西四国が高知市に高知札場店・高知万々店（現存せず）を同時出店し、高知県への出店開始。
- 1998年（平成10年）2月19日 - 岡山市に岡山小山店（現存せず）を開店し、岡山県への出店開始。
- 1999年（平成11年）
  - 5月22日 - 南九州サンクスが鹿児島市に西鹿児島駅前店（現存せず）を出店し、鹿児島県への出店開始。
  - 10月29日 - 環境保全強化店舗のサンクス・エコショップ武蔵砂川店開店。
- 2000年（平成12年）
  - 6月 - サンクス石川が福井県への出店に伴い、サンクスホクリアへ社名変更し、福井市に福井県庁前店を出店し、福井県への出店開始。
  - 8月4日 - 福山市に福山昭和町店を開店し、広島県への出店開始。
- 2001年（平成13年）10月 - 総店舗数3000店舗を達成。
- 2004年（平成16年）
  - 5月29日 - 南九州サンクスが熊本市に水前寺五丁目店（現存せず）を出店し、熊本県への出店開始。
  - 7月6日 - サンクス京阪奈が守山市に琵琶湖大橋東詰店（現存せず）を出店し、滋賀県への出店開始。
- 2006年（平成18年）
  - 1月31日 - 栄興サンクスがエリアライセンス契約を解消し、北海道道東地区（釧路・帯広・北見圏）のフランチャイズ事業から撤退[8]。
  - 3月24日 - 伊勢崎市にサンクス波志江町店を開店し、群馬県へのサンクス出店開始。
- 2009年（平成21年）
  - 6月1日 - サンクス田町東口店（株式会社サークルKサンクスによる直営店）にて、第二類と第三類に分類される大衆薬の取扱いを開始。
  - 6月11日 - 福岡市にサンクス福岡天神2丁目を開店し、福岡県への出店開始。
- 2010年（平成22年）5月12日 - コンビニ、ドラッグストア、調剤薬局併設のサンクス多摩センター落合店・セイジョー薬局多摩センター落合店開店。
- 2011年（平成23年）12月9日 - サンクスのミニ店舗フォーマット1号店であるサンクスミニ阿佐谷北二丁目店がセイジョー阿佐谷北店内を改装し、コラボ店として開店。
- 2018年（平成30年）11月30日 - ファミリーマートへのブランド転換のため、サンクスが消滅[9]。

## 非出店および撤退した地域
ファミリーマート転換開始前の2016年（平成28年）8月末時点の情報を記載。※はサークルKも出店していなかった都道府県。
出店しなかった地域
新潟県、長野県、和歌山県、※山梨県、※鳥取県、※島根県、※山口県、※佐賀県、※長崎県、※大分県、※宮崎県、※沖縄県。
ファミリーマート転換開始前に撤退した地域
滋賀県、京都府、奈良県、徳島県、香川県、愛媛県、高知県、※熊本県、※鹿児島県
この時点でサンクスは甲信越・四国には1店舗もない。かつては滋賀県、京都府、奈良県にも出店していたが、エリアフランチャイザーであるサンクス京阪奈がローソンに切り替えたため撤退。同じく熊本県、鹿児島県もかつてサンクスが出店していたが、エリアフランチャイザーである南九州サンクスがローソンに切り替えたため2013年度に撤退している。四国四県については、香川県・徳島県のエリアフランチャイザーであったサンクスアンドアソシエイツ東四国がセブン-イレブンへ切り替え、残る愛媛県と高知県のサンクス西四国によるフランチャイズ店ならびに直営店、ならびにサンクス東四国の鞍替えを巡る訴訟の和解条件で本部に差し出された店舗も閉店予定の店舗を除いて2015年8月までにサークルKに転換されることとなったため、最後までサンクスのまま残っていた宇和れんげ店（西予市）・徳島大原町店（徳島市）がそれぞれ8月末・9月末で閉店したのを最後にサンクスブランドが四国から消滅した。
このほか、富山県ではエリアフランチャイザーのサンクスアンドアソシエイツ富山がローソンへ鞍替えすることになったが、傘下の下新川郡朝日町の1店舗のみ本部契約店に変更されサンクスブランドがしばらく残存した。

## ファミリーマートへの統合

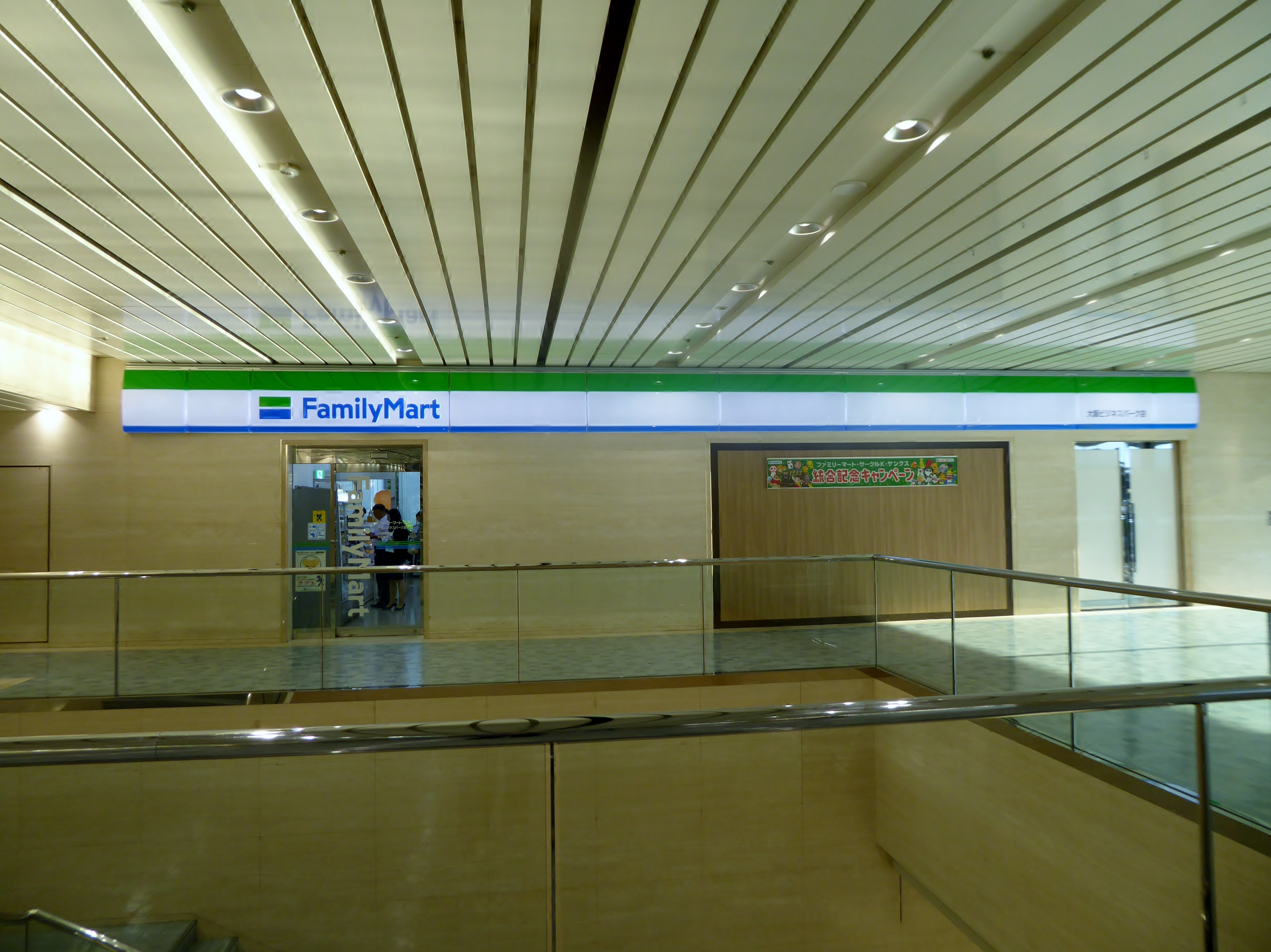
サンクスから転換されたファミリーマート大阪ビジネスパーク店

2016年（平成28年）9月以降、順次ファミリーマートへ転換される運びとなった。ここではファミリーマートとの統合にともなう消滅地域の情報を記載する。なお、合併前日の2016年8月31日に開店し、サンクスブランド最後の出店例とみられる店舗は、サンクス岩見沢四条東店（北海道岩見沢市）である。
※はサークルKのほうがあとに消滅した地域。
- 富山県※ サンクスは朝日町に1店舗のみ残っていたが、2017年春頃にファミリーマートに転換されて同県から消滅。ファミリーマートの転換によりサンクスが完全撤退した初めての県となった。
- 福島県 サンクスのみが出店していたが、2018年2月末で消滅。サンクスやサークルKが出店したことのある地域の中でこれらのブランドがどちらも存在しなくなった最初の県となった。
- 栃木県 サンクスのみが出店していたが、2018年3月末で消滅した。
- 北海道 サンクスのみが出店していたが、2018年7月27日、最後まで残っていたサンクス北星学園前店が「ファミリーマート北星学園女子高前店」に改称・リニューアルされてサンクスは道内から消滅した[11]。
- 宮城県 サンクス創業の地である宮城県にはサンクスのみが出店していたが、2018年8月23日に最後まで残ったサンクス多賀城鶴ヶ谷店が完全閉店したことにより同県から消滅した[7]。
- 山形県 サンクスのみが出店していたが、2018年8月末までに消滅した[12]。
- 群馬県 サンクスのみが出店していたが、2018年8月末までに消滅した[12]。
- 石川県 両ブランドとも出店していたが、2018年8月27日に「サンクス金沢堀川店」がファミリーマートに転換するために閉店したことにより、両ブランドとも消滅した[12]。
- 福井県 両ブランドとも出店していたがサークルKは先に消滅、そして2018年8月初旬までに消滅した[12]。
- 岡山県 両ブランドとも出店していたが、2018年8月末までに消滅した[12]。
- 福岡県 サンクスのみが出店していたが、2018年8月末までに消滅した[12]。
- 神奈川県※ 両ブランドとも出店していたが、最後まで残っていたサンクスが2018年10月8日に「サンクスポートストア本牧店」がファミリーマートに転換するために閉店した[13]。
- 広島県 両ブランドとも出店していた（ただしサークルKは芸予諸島のみ）が、2018年10月30日にサンクス向洋店が完全閉店し、両ブランドとも消滅した[14]。
- 青森県 両ブランドとも出店していたが、2018年10月末までに消滅した[14]。
- 秋田県 両ブランドとも出店していたが、2018年10月末までに消滅した[14]。
- 茨城県 サンクスのみ出店していたが、2018年10月末までに消滅した[14]。
- 岩手県 両ブランドとも出店していたが、2018年11月16日に最後まで残っていたサンクス花巻やまの神店が「ファミリーマート花巻やまの神店」に転換されたことにより、両ブランドとも消滅した。
- 東京都 両ブランドとも出店していたが、2018年11月20日にサンクス吉原店が移転・リニューアルのため閉店し[15]、両ブランドとも消滅した。
- 静岡県※ 両ブランドとも出店していたが、2018年11月20日、最後まで残っていたサンクス浜松初生店が建て替えのため完全閉店したことによりサンクスは同県から消滅した[16]。
- 兵庫県※
- 大阪府※ 両ブランドとも出店していたが、2018年11月26日にサンクス吹田大橋店がファミリーマートに転換のために閉店したためサンクスは大阪府から消滅。
- 岐阜県※
- 三重県※
- 千葉県 両ブランドとも出店していたが、サンクスが2018年11月下旬にファミリーマートに転換されて、両ブランドとも消滅した。
- 愛知県※ 2018年11月29日に「サンクス津島駅店」がファミリーマートへの転換の為閉店したためサンクスは同県から消滅。
- 埼玉県 最後まで残っていた出店地域である。両ブランドとも出店していたがサークルKは先に消滅、そして2018年11月30日15時に全国最後のサンクス店舗であった「サンクス新座駅南店」「サンクス和光北インター店」がファミリーマートへの転換の為閉店し、サンクスブランドはすべて消滅した。なお、この時点でサークルKは愛知県にてまだ存続しており、サンクスより後に消滅している。

## 株式会社サンクス / 株式会社サンクスアンドアソシエイツ
株式会社サンクス、のちの株式会社サンクスアンドアソシエイツはコンビニエンスストアチェーンであるサンクスを運営していた法人である。2004年に3代目サークルケイ・ジャパンに吸収合併されサークルKサンクス（のちの2代目ファミリーマート）となり法人格消滅。

### 年表
- 1980年（昭和55年）7月23日 - 長崎屋のCVS事業として、株式会社サンクス設立（本社は宮城県仙台市青葉区新坂町）[4][7]。
- 1981年（昭和56年）6月 - 青葉区内の堤通雨宮町に本社移転。
- 1983年（昭和58年）1月 - 本社を仙台市から東京都中央区東日本橋に移転。
- 1985年（昭和60年）9月 - ニコマートと業務提携。
- 1987年（昭和62年）4月6日 - 酒類卸の増田屋と合弁で、サンクス西埼玉設立。
- 1988年（昭和63年）
  - 6月30日 - 不動産会社の大栄産業を中心としたグループ6社と合弁で、栄興サンクス設立。
  - 7月19日 - 酒類卸の松澤屋その他と合弁で、サンクス東埼玉設立。
- 1989年（昭和64年/平成元年）
  - 1月 - 酒類卸の辰安と合弁で、サンクス茨城設立。
  - 8月1日 - 酒類卸の川清商店と合弁で、サンクス東海設立。
  - 11月 - 酒類食品卸の阪奈飯田を中心とするグループ3社と合弁で、サンクス京阪奈設立。
  - 11月 - 酒類食品卸の神戸小西商店と合弁で、サンクス兵庫設立。
- 1991年（平成3年）10月 - 商号を株式会社サンクスアンドアソシエイツに変更。
- 1992年（平成4年）8月3日 - アイスクリーム卸の南商事の子会社と合弁で、サンクス愛媛設立。
- 1994年（平成6年）
  - 2月28日 - 長崎屋が福井の小野グループのサンスシィに全株式の60%を譲渡。
  - 3月 - サンクス兵庫とエリアフランチャイズ契約を解除し、本社直轄化。
  - 3月 - 酒類卸のネットワークと合弁で、サンクス青森設立。
  - 11月28日 - 小堀酒造店と合弁で、サンクス石川設立。
  - 11月29日 - サンクス愛媛株式会社が、サンクス西四国株式会社に社名変更。
  - 12月21日 - 香川日産自動車と合弁で、サンクスアンドアソシエイツ東四国設立。
- 1995年（平成7年）6月 - 本社を東京都中央区から東京都港区芝[3][18]に移転。
- 1996年（平成8年）4月26日 - なのはな農業協同組合と合弁で、サンクスアンドアソシエイツ富山設立。
- 1997年（平成9年）
  - 3月12日 - 石油卸の矢野新商事の子会社と合弁で、サンクスアンドアソシエイツ栃木設立。
  - 9月9日 - 店頭売買有価証券市場（現在のJASDAQ市場）に公開。
  - 10月10日 - 新業態、ドラッグストア「ネイチャーバリュー」を保谷市（現：西東京市）・ひばりヶ丘に開店。
- 1998年（平成10年）
  - 8月 - 南国殖産と合弁で南九州サンクス設立。
  - 9月9日 - 東京証券取引所第二部に上場[18]。
  - 10月22日 - 筆頭株主の小野グループが保有株式を（初代）ユニー株式会社と（2代目）サークルケイ・ジャパン株式会社に売却。同時にサークルケイ・ジャパン株式会社と業務提携を締結。
  - 10月28日 - 新業態、飲食および持ち帰りの中食惣菜店「餐新（さんしん）」を文京区湯島に開店。
- 1999年（平成11年）
  - 2月28日 - サンクス茨城とエリアフランチャイズ契約を解約し、本社に移管。
  - 5月 - サンクス青森を完全子会社化。
- 2000年（平成12年）
  - 2月 - 東京証券取引所第一部に上場。
  - 5月11日 - 北海道キヨスクと加盟契約を締結。
  - 7月3日 - ときめきドットコム株式会社を（2代目）サークルケイ・ジャパン、（初代）ユニー、富士通、トヨタなど計17社による共同出資で設立。
- 2001年（平成13年）
  - 3月15日 - 名鉄産業とフランチャイズ契約締結。
  - 6月20日 - 東京証券取引所第一部上場廃止。
  - 7月1日 - 株式交換により、（2代目）サークルケイ・ジャパン株式会社（翌日に商号を共同持株会社として株式会社シーアンドエスに変更）の完全子会社となる。
- 2002年（平成14年）
  - 6月30日 - チケットぴあの取扱い開始。
  - 9月4日 - サンクス西埼玉を子会社化。
- 2004年（平成16年）
  - 1月13日 - 本社を江東区塩浜に移転[5]。
  - 9月1日 - 株式会社シーアンドエスの完全子会社である（3代目）サークルケイ・ジャパン株式会社を存続会社とする合併（同時に商号を株式会社サークルKサンクスに変更）により法人格消滅。

### エリアフランチャイザー
サンクスアンドアソシエイツ時代に契約解除したエリアフランチャイザーを契約解除順に列挙する。サークルKサンクスへの合併後も存続していたエリアフランチャイザーについてはファミリーマート (企業)#かつて出資していたエリアフランチャイザーを参照。
サンクス兵庫株式会社（神戸市中央区）
1989年（平成元年）11月設立。神戸市を本拠とする酒類卸「神戸小西商店（現・コーベコニシ）」との共同出資。兵庫県で出店。翌1990年（平成2年）4月、1号店伊丹行基店開店。加盟店数が伸びず、1994年（平成6年）3月契約解除。サンクスアンドアソシエイツが10店舗のうち9店舗を吸収。
サンクス愛媛株式会社（松山市）
1992年（平成4年）8月設立。松山市を本拠とするアイスクリーム卸「南商事」のグループ会社、「メインステイカンパニー」との共同出資。愛媛県で出店。同年8月27日契約。翌年4月9日、1号店北斎院店を開店。1994年同社のコンビニ事業撤退に伴い、酒類卸の「酒館（山本グループ）」に権利を譲渡し、同年11月社名変更。
サンクス茨城株式会社（水戸市）
1989年1月設立。水戸市を本拠とする酒類卸「辰安（のちに第一辰安商事に利権譲渡、現・（株）水戸日酒販）」との共同出資。国道125号線以北の茨城県で出店。同年3月29日契約。同年7月29日、1号店千波十文字店を開店。辰安の経営難により1999年（平成11年）2月28日契約解除。翌月、サンクスアンドアソシエイツが37店舗を吸収。

### 関係会社
以下はサンクスアンドアソシエイツ時代に廃業または資本関係が消滅した関係会社である。サークルKサンクスへの合併後も存続していた関係会社についてはファミリーマート (企業)#かつての関係会社を参照。
株式会社イーコンビニエンス（東京都品川区）
2000年（平成12年）2月設立。当時のサンクスアンドアソシエイツが20%資本参加。ネットスーパー「おかいものねっと」の運営。2001年廃業。
株式会社エスピーティ（東京都中央区）
複数のコンビニエンスストア事業者と共同出資。詳細はファミリーマート (企業)#かつての関係会社のサークルKの項を参照。